# Húnavatnshreppur
Húnavatnshreppur is een voormalige gemeente in het noordwesten van IJsland in de regio Norðurland vestra. Het heeft 463 inwoners en een oppervlakte van 3.817 km². De gemeente strekt in zuidoostelijke richting uit vanuit het Húnafjörður (een deel van de grote baai Húnaflói) tot in het hoogland bij de gletsjer Hofsjökull. In het zuiden van de gemeente ligt Hveravellir met haar heetwaterbronnen.

## Geschiedenis
De gemeente ontstond op 1 januari 2006 door het samenvoegen van vier gemeentes: Sveinsstaðahreppur, Torfalækjarhreppur, Svínavatnshreppur en Bólstaðarhlíðarhreppur. Op 10 juni 2006 sloot ook de gemeente Áshreppur zich bij deze gemeente aan. Op 14 mei 2022 fusserde de gemeente met het stadje Blönduós tot de gemeente Húnabyggð.